# Rencontre
 (juillet 2014).
Si vous disposez d'ouvrages ou d'articles de référence ou si vous connaissez des sites web de qualité traitant du thème abordé ici, merci de compléter l'article en donnant les références utiles à sa vérifiabilité et en les liant à la section « Notes et références ».

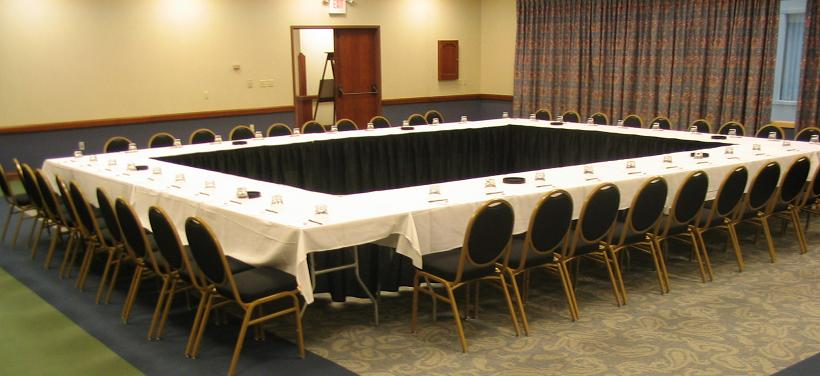
Lors des conférences, les personnes se rencontrant sont souvent assises autour d'une table dans une totale sobriété.

Une rencontre désigne le plus souvent le moment où plusieurs personnes se réunissent ensemble à un endroit particulier, soit fortuitement soit de manière concertée (rendez-vous) ou au hasard, ainsi que la nature des échanges. 
Dans une acception plus large le terme rencontre désigne les interactions (rapprochement, contact, échanges) entre des objets ou des personnes physiques ou des personnes morales ou des idées (ou un mélange de ces entités). 

## Rencontre politique
Une « rencontre politique » désigne soit une réunion entre collaborateurs d'un même parti politique (on parle alors plutôt de « meeting politique » ), soit une réunion entre des représentants de partis ou opinions divers en vue d'une alliance ou d'une confrontation.

## Rencontre sociétale
Dans une rencontre de type sociétal, deux ou plusieurs personnes viennent, se rassemblent, en général pour avoir des échanges, de nature diverse (discussions, épreuves sportives, commerce...), qui sont la conjonction d'une disposition sociale et d'un contexte social.
Ces personnes peuvent être de simples particuliers ou des membres d'association ou encore des participants à une épreuve sportive. Dans ce dernier cas, on parle de « rencontre sportive » (course, match, compétition, challenge ...).

## Rencontre philosophique
La « rencontre », au sens philosophique, est un évènement : c'est la conjonction de trois facteurs dont deux sont dynamiques et un statique, ou bien le plus souvent deux de ces facteurs sont statiques (ils ne bougent pas) tandis que le troisième est dynamique et vient bouleverser leur immobilité pour les fondre ensemble. La rencontre est le résultat de cette conjonction comme nouvel élément (Emergence), un fruit. Par éléments statiques, il est entendu que ces éléments sont dans la continuité de leur être, de leur état d'être, et par conjonction dynamique, il est entendu que l'élément en question n'est pas dans la continuité de son être : il se présente dans la rencontre comme un élément fortuit (temporel, social, conjoncturel), peu maîtrisable bien que pouvant être un objet prédictible. Ce facteur dynamique peut se trouver dans des moments sociaux prévus à cet effet (fêtes, vacances, manifestations diverses : bals, manifs, colloques, conférences, etc.) propice à son expression. Son caractère fortuit, cependant, ne pourra pas être à proprement parler provoqué, car c'est toujours la conjonction intime des trois éléments de la définition qui produit la rencontre. On peut parler de rencontre pour deux personnes (le fruit peut être un amour, une amitié, une haine), pour deux idées (le fruit peut alors être une invention), d'évènements sociaux qui sont la conjonction d'une disposition sociale et d'un contexte social : ici l'évènement détonateur permettra à la société de s'ébrouer pour accoucher d'une forme plus moderne. Il y a encore rencontre entre la graine et le sol qui l'accueille auxquels vient s'ajouter l'eau de la pluie. Une découverte est toujours le fruit d'une rencontre. La rencontre est une nécessité sujette à une contingence : la rencontre est le paradoxe en soi (car le contingent qui règne sur le nécessaire n'est plus du contingent et, inversement, le nécessaire assujetti au contingent ne peut être nécessaire, car ce nécessaire peut ne jamais se réaliser, trouver son effectivité à travers la contingence : il n'a donc pas lieu d'être). Le paradoxe réside particulièrement en ceci que pourtant la rencontre se réalise et réalise à la fois sa nécessité et la contingence qui l'a créée : c'est ce qui en fait son côté merveilleux qui se renouvelle toujours.[réf. nécessaire]
La rencontre est la négation et le parachèvement du hasard.[réf. nécessaire]

## Sites de rencontre
Au lieu de se rencontrer physiquement (en face à face), il existe aussi des moyens de mise en relation virtuelle et à distance permettant d'avoir des discussions ou autres interactions (jeux, approche amoureuse, etc.) entre personnes qui sont dans des lieux très différents. 
Selon la nature de l'interaction recherchée, on parlera de jeu en ligne, de site de rencontre, etc.
En France on compte environ 15 millions de célibataires et la moitié d'entre eux fréquente régulièrement un site de rencontre.
Le marché des sites de rencontre est régulé par la Commission Nationale Informatique et des Libertés (CNIL). Elle a pour rôle de protéger tous les utilisateurs contre tout usage abusif des données informatiques.